# Ирендыкский медведь
Иренды́кский медве́дь — название золотого самородка массой 4 кг 788 граммов. 
Является национальным достоянием Российской Федерации и Республики Башкортостан. Хранится в Национальном банке РБ. 20 января 2011 года состоялась церемония передачи уникального золотого самородка от Нацбанка РБ Национальному музею Республики Башкортостан. Отныне самородок будет храниться в Национальном музее и выставляться напоказ для всеобщего обозрения как национальное достояние республики  и всей Российской Федерации.

## Характеристики
Длина 31 см, ширина 18,5 см и толщина до 1,5 см, объём 310 см³. Масса 4 кг 788 г.
Цвет — жёлтый; на свежем срезе — ярко-жёлтый. Поверхность пластины с одной стороны и с краев гладкая, окатанная. По химическому составу представляет собой платинисто-иридисто-палладистое золото высокой пробы.
В ценах января 2011 самородок оценивался в 6 млн рублей.

## История
Самородок был найден на восточном отроге Ирендыкских гор рядом с деревней Кусеево Баймакского района в 1992 году при вспашке земли на глубине около 30 см механизатором совхоза «Ирендыкский» Р. И. Утягуловым, который и дал своей находке название из-за схожести формы с медведем.
По версии сотрудника Института геологии УНЦ РАН Сагита Юсупова, Ирендыкский медведь похож на самородок, найденный на золотодобывающем руднике близ Кусеева в 1920 г. и пропавший при транспортировке вместе с начальником прииска и с запряжённой лошадьми подводой.